# انتصار الوزير
انتصار مصطفى محمود الوزير (أم جهاد؛ مواليد 12 ديسمبر 1941) عضو في المجلس التشريعي الفلسطيني ووزيرة سابقة في السلطة الوطنية الفلسطينية. زوجها هو خليل الوزير (أبو جهاد) المسؤول الكبير في منظمة التحرير الفلسطينية والذي اغتالته إسرائيل في تونس عام 1988. انضمت إلى حركة فتح في عام 1959. حصلت على درجة البكالوريوس في التاريخ من جامعة دمشق.

## حياتها
اُنتخبت عضوةً في المجلس التشريعي الفلسطيني بعد الانتخابات العامة الفلسطينية عام 1996 حيث حصلت على 40,875 صوتًا في دائرة محافظة غزة ممثلةً عن حركة فتح.